# Mont Terry Fox
Le mont Terry Fox est un sommet situé dans le parc provincial du Mont Terry Fox, dans les montagnes Rocheuses proche du village de Valemount en Colombie-Britannique. Il culmine à environ 2 650 mètres d'altitude.